# Olympische Reiterspiele 1956/Teilnehmer (Schweiz)
| Gelbes Symbol für Goldmedaillen mit stilisierten Olympischen Ringen | Graues Symbol für Silbermedaillen mit stilisierten Olympischen Ringen | Braundes Symbol für Bronzemedaillen mit stilisierten Olympischen Ringen |
| ------------------------------------------------------------------- | --------------------------------------------------------------------- | ----------------------------------------------------------------------- |
| —                                                                   | —                                                                     | 1                                                                       |

Die Schweiz nahm 1956 lediglich bei den Olympischen Reiterspielen im schwedischen Stockholm mit einer Delegation von neun Athleten teil. Bei den Olympischen Sommerspielen im australischen Melbourne war die Schweiz nicht vertreten.

## Medaillen
Mit einer gewonnenen Bronzemedaille belegte das Schweizer Team Platz 35 im Medaillenspiegel.

### Bronze
- Reiten
  - Henri Chammartin, Gustav Fischer und Gottfried Trachsel: Dressur-Team

## Reiten
Dressur:
- Henri Chammartin
Dressur, Einzel: 8. Platz
Dressur, Team:
- Gustav Fischer
Dressur, Einzel: 10. Platz
Dressur, Team:
- Gottfried Trachsel
Dressur, Einzel: 6. Platz
Dressur, Team:

Springreiten:
- Marc Bühler
Springreiten, Einzel: 37. Platz
Springreiten, Team: 9. Platz
- Alexander Stoffel
Springreiten, Einzel: 34. Platz
Springreiten, Team: 9. Platz
- William de Rham
Springreiten, Einzel: 19. Platz
Springreiten, Team: 9. Platz

Vielseitigkeit:
- Emil-Otto Gmür
Vielseitigkeit, Einzel: 30. Platz
Vielseitigkeit, Team: 8. Platz
- Samuel Koechlin
Vielseitigkeit, Einzel: 33. Platz
Vielseitigkeit, Team: 8. Platz
- Roland Perret
Vielseitigkeit, Einzel: 31. Platz
Vielseitigkeit, Team: 8. Platz